# Блітар
Блітар (індонез. Blitar) — місто в індонезійській провінції Східна Ява.

## Географія
Блітар розташовується на сході острова Ява, лежить на південний захід від вулкану Келуд.

### Клімат
Місто знаходиться у зоні, котра характеризується мусонним кліматом. Найтепліший місяць — листопад із середньою температурою 27.9 °C (82.2 °F). Найхолодніший місяць — липень, із середньою температурою 25.6 °С (78.1 °F).
| Клімат Блітара          | Клімат Блітара | Клімат Блітара | Клімат Блітара | Клімат Блітара | Клімат Блітара | Клімат Блітара | Клімат Блітара | Клімат Блітара | Клімат Блітара | Клімат Блітара | Клімат Блітара | Клімат Блітара | Клімат Блітара |
| Показник                | Січ.           | Лют.           | Бер.           | Квіт.          | Трав.          | Черв.          | Лип.           | Серп.          | Вер.           | Жовт.          | Лист.          | Груд.          | Рік            |
| Середня температура, °C | 27,2           | 27,2           | 27,1           | 27,1           | 26,7           | 25,7           | 25,6           | 26             | 26,5           | 27,5           | 27,9           | 27,7           | 26,9           |
| Норма опадів, мм        | 348            | 298.3          | 323.9          | 231.7          | 167.3          | 61             | 38.2           | 23.6           | 82             | 179.2          | 240.7          | 339.8          | 2333.7         |
| Днів з опадами          | 18             | 17,7           | 16             | 10,8           | 7,5            | 6,2            | 3              | 2              | 2,3            | 3,4            | 6,5            | 14,6           | 108            |
| Вологість повітря, %    | 82.5           | 83.5           | 83             | 79.2           | 79.4           | 76.5           | 73.4           | 71.2           | 69.1           | 69.9           | 73.8           | 79             | 76.7           |
| ----------------------- | -------------- | -------------- | -------------- | -------------- | -------------- | -------------- | -------------- | -------------- | -------------- | -------------- | -------------- | -------------- | -------------- |
| Джерело: Weatherbase    |                |                |                |                |                |                |                |                |                |                |                |                |                |